# Броцены
Бро́цены (латыш. Brocēniо файле, ранее Бергхоф, нем. Berghof) — город (с 1992 года) в юго-западной части Латвии, в составе Салдусского края, центр бывшего Броценского края. До 1991 года — посёлок городского типа в Салдусском районе Латвийской ССР. Расположен в исторической области Курземе, в 3,5 км к востоку от Салдуса, у северной оконечности длинного и узкого озера Циецерес. В городе имеется одноимённая железнодорожная станция на линии Елгава — Лиепая.
Промышленность представлена следующими предприятиями: завод по производству строительных материалов SCHWENK, спирто-крахмальный завод, ведётся также добыча известняка в местном карьере. В городе функционирует техникум со строительным и ветеринарным отделениями. В 1968 году население составляло 5,1 тыс. жителей, по оценке на 2023 год — 2 824 человека, из них латыши — 2086 (76%), русские — 365 (13%).